# Competición Europea de Fútbol Femenino de 1989
La Competición Europea de Fútbol Femenino 1989 (1989 European Competition for Women's Football, en inglés) fue la 3.ª edición del campeonato internacional de fútbol organizado por la UEFA para las selecciones nacionales femeninas de Europa. En esta edición la fase final contó con cuatro equipos, en esta edición los partidos se jugaron en dos partes de 45 minutos cada una, y fueron disputados con pelotas de fútbol de talla 5, lo que se mantuvo en las ediciones posteriores. Alemania fue elegida como sede para la fase final que se celebró a finales de junio de 1989, siendo al final la selección anfitriona la que ganó el campeonato tras ganar por 2-1 a Noruega en la final en Osnabrück.

## Clasificación
16 selecciones femeninas de asociaciones nacionales de la UEFA disputaron la clasificación a la Competición Europea de Fútbol Femenino 1989. Se disputó entre el 10 de septiembre de 1987 y el 17 de diciembre de 1987.
Durante la fase de clasificación los 16 equipos se dividieron en 4 grupos con 4 equipos cada uno, el campeón de cada grupo se clasificó para la fase final. Cada equipo jugó dos partidos (uno de ida y uno de vuelta) contra cada uno de los otros equipos de su mismo grupo.

## Fase de eliminación

### Semifinales
| 28 de junio de 1989 | Alemania Federal                                                   | 1:1 (1:1, 1:1) (4:3 p.)    | Italia                                                                       | Leimbachstadion, Siegen,                              |                                                       |
|                     | Neid 57'                                                           | Reporte                    | Vignotto 72'                                                                 | Asistencia: 8,000 espectadores Árbitro(s): Brian Hill | Asistencia: 8,000 espectadores Árbitro(s): Brian Hill |
|                     |                                                                    | Tiros desde el punto penal |                                                                              |                                                       |                                                       |
|                     | - Kuhlmann - Bindl - Fistchen - Fehrmann - Landers - Voss - Isbert |                            | - Ferraguzzi - Carta - Morace - Vignotto - D'Astolfo - Iozzelli - Marsiletti |                                                       |                                                       |

| 28 de junio de 1989 | Suecia       | 1:2 (0:1) | Noruega                | Nattenberg Stadion, Lüdenscheid,                            |                                                             |
|                     | Videkull 54' | Reporte   | Medalen 1' · Grude 52' | Asistencia: 3,000 espectadores Árbitro(s): Cornelius Bakker | Asistencia: 3,000 espectadores Árbitro(s): Cornelius Bakker |

### Tercer lugar
| 30 de junio de 1989 | Suecia                       | 2:1 (1:1, 1:1) | Italia         | Osnatel-Arena, Osnabrück,                             |                                                       |
|                     | Sundhage 43' · Johansson 94' | Reporte        | Ferraguzzi 28' | Asistencia: 2,500 espectadores Árbitro(s): Ivan Gregr | Asistencia: 2,500 espectadores Árbitro(s): Ivan Gregr |

### Final
| 2 de julio de 1989 | Alemania Federal                        | 4:1 (3:0) | Noruega   | Osnatel-Arena, Osnabrück,                                        |                                                                  |
|                    | Lohn 22', 36' · Mohr 45' · Fehrmann 73' | Reporte   | Grude 54' | Asistencia: 22,000 espectadores Árbitro(s): Carlos Silva Valente | Asistencia: 22,000 espectadores Árbitro(s): Carlos Silva Valente |

|                                      |
| Bandera de Alemania                  |
| Campeón Alemania Federal 1.er título |

## Estadísticas

### Goleadoras
2 goles
- Sissel Grude
- Usula Lohn

1 gol
| - Angelika Fehrmann - Heidi Mohr - Silvia Neid | - Feriana Ferraguzzi - Elisabetta Vignotto - Linda Medalen | - Helen Johansson - Pia Sundhage - Lena Videkull |

### Tabla general

Países participantes según la fase alcanzada en el torneo.

La tabla de rendimiento no refleja la clasificación final de los equipos, sino que muestra el rendimiento de los mismos dependiendo de la ronda final alcanzada. Si algún partido termina con empate en el marcador y se define mediante tiros de penal, el resultado final del juego se considera empate. La tabla ha sido elaborada usando el sistema de 2 puntos por victoria, 1 punto por empate y 0 puntos por derrota vigente durante la realización del torneo.
| Selección | Selección        | Pts. | PJ | PG | PE | PP | GF | GC | Dif. | Rend. |
| --------- | ---------------- | ---- | -- | -- | -- | -- | -- | -- | ---- | ----- |
| 1         | Alemania Federal | 4    | 2  | 1  | 1  | 0  | 5  | 2  | +3   | 75%   |
| 2         | Noruega          | 3    | 2  | 1  | 0  | 1  | 3  | 5  | -2   | 50%   |
| 3         | Suecia           | 3    | 2  | 1  | 0  | 1  | 3  | 3  | 0    | 50%   |
| 4         | Italia           | 1    | 2  | 0  | 1  | 1  | 2  | 3  | -1   | 25%   |